# Francesca Roig Galceran
Francesca Roig Galceran (Vilanova i la Geltrú, 10 de maig de 1952) és historiadora, etnomusicòloga, músic i promotora teatral. Titulada en idiomes per l'Institut Britànic i Francès i per l'Escola Oficial d'Idiomes de Barcelona. Cursà estudis de música al Conservatori Musical de Barcelona i a l'Aula de Música Tradicional de la Generalitat de Catalunya.
Fou la primera dona a Catalunya que es dedicà a tocar la gralla i coautora amb Jaume Arnella del primer mètode per aprendre a tocar aquest instrument, Mètode de gralla (1981). Ha fet treballs de recerca històrica i musicològica sobre Els Pastorets i La Passió. Ha participat com a instrumentista en grups de música tradicional i popular de Vilanova i la Geltrú i és membre dels Ministrers de Vila Nova des de la seva fundació el 1984.
Vinculada al grup de teatre l'Escotilló, des dels seus orígens el 1968, com a actriu i directora escènica, per la qual ha aconseguit diversos guardons en ambdós camps. Va interpretar, entre d'altres, un dels papers de l'obra Perduts a Yonkers estrenada al Círcol Catòlic de Vilanova i la Geltrú el 1995. Ha intervingut amb petits papers en sèries de televisió com Estació d'enllaç, Nissaga de poder, El cor de la ciutat i Porca misèria, així com en la pel·lícula Coronel Macià.

## Obres[5][6]
- Mètode de Gralla. Coautora amb Jaume Arnella París. Vilanova i la Geltrú: El Palmerar, 1981. Reedició Barcelona: DINSIC, 1991
- Versets: música entre silencis. Coautora amb Xavier Orriols i Sendra. Barcelona: DINSIC, 2007
- Concòrdia per a la construcció d'una cobla municipal al segle xviii. Vilanova i la Geltrú: El Cep i la Nansa, 2011
- Música de Ministrers.Coautora amb Xavier Orriols i Sendra. Barcelona: DINSIC, Generalitat de Catalunya, Departament de Cultura, Direcció General de Cultura Popular i Tradicional Catalana, 2014
- Entre el seny i la rauxa: campanars i campanes al Pallars Sobirà. Coautora amb Delfí Dalmau i Xavier Orriols i Sendra. Juneda: Fonoll, 2014
- Cent anys de Neus de blancs relleus: els inicis de la festa. Coautora amb Xavier Orriols i Sendra. Vilanova i la Geltrú: El Cep i la Nansa, 2019[7]
- Els Pastorets a Vilanova i la Geltrú: Més de dos segles d'història (1814-2021). Coautora amb Xavier López. Barcelona: Editorial Efadós, 2021[8][9]